# Gedinne
Gedinne ist eine belgische Gemeinde im Bezirk Dinant der Provinz Namur.

## Geografie
Die Gemeinde grenzt von Osten an den französischen Gebietszipfel, der entlang der Maas weit nordwärts reicht. Der Kernort Gedinne liegt 350 m O.P. in einer flachen Mulde der Hochfläche der Ardennen an der Houille, die bei Givet in die Maas mündet, dem nördlichsten französischen Ort an dem Fluss.

## Ortsteile
– mit Einwohnerzahlen –
- Bourseigne-Neuve: 137
- Bourseigne-Vieille: 106
- Gedinne: 1124 (Gemeindesitz, Stadt)
- Houdremont: 233
- Louette-Saint-Denis: 331
- Louette-Saint-Pierre: 270
- Malvoisin: 298
- Patignies: 242
- Rienne: 736
- Sart-Custinne: 169
- Vencimont: 499
- Willerzie: 319

## Sehenswürdigkeiten

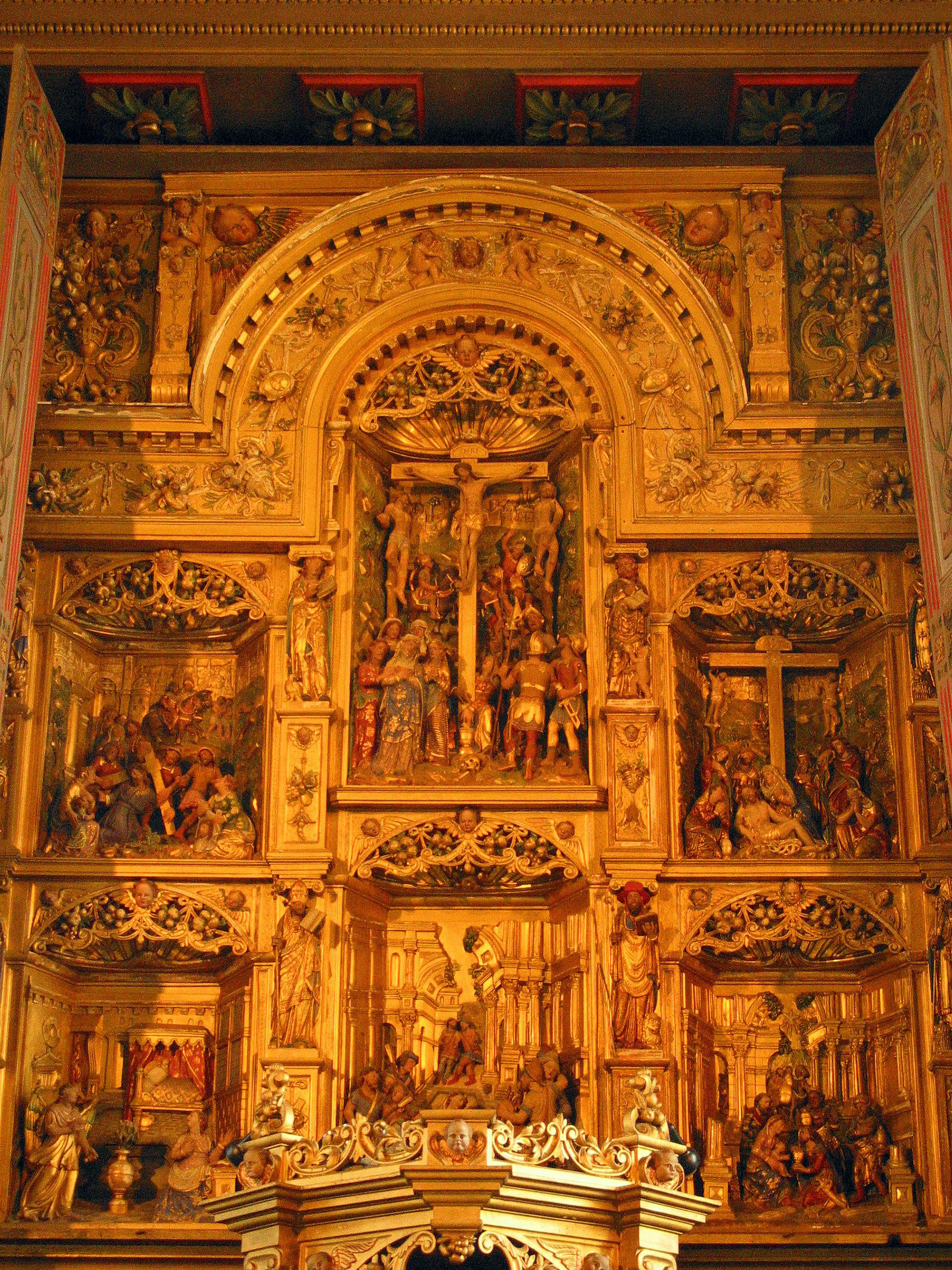
Retabel

In der 1939 errichteten Christi-Geburt-Kirche (Église de la Nativité) des Ortes befindet sich ein Retabel aus dem 16. Jahrhundert, das aus der Vorgängerkirche stammt. Unweit von Gedinne befindet sich der 60 Meter hohe Aussichtsturm Tour du Millénaire.

## Geschichte
Am 10. September 1986 stürzte ein Kampfflugzeug vom Typ F-16A der belgischen Luftwaffe im Ortsteil Bourseigne-Vieille ab. Der Pilot Leutnant Yvan Stoffijn kam dabei ums Leben.

## Verkehr
- Eisenbahn: Athus-Meuse-Linie nach Bertrix und Dinant

## Persönlichkeiten
- Luc Bermar (1913–1999), Comicautor und Schriftsteller
- Joseph Gillain alias „Jijé“ (1914–1980), Comiczeichner

## Weblinks

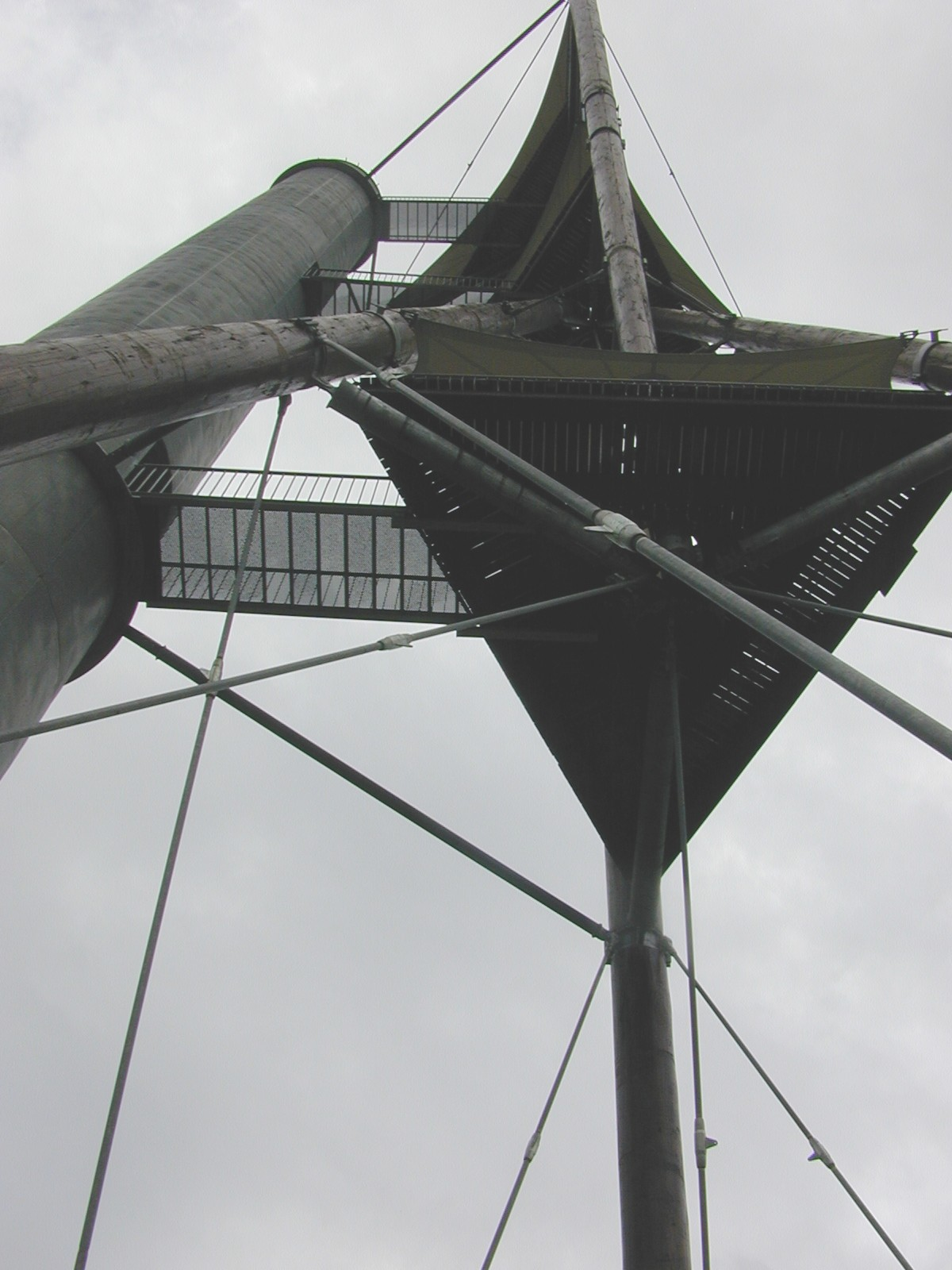
Tour du Millénaire in Gedinne